# 比叡山焼き討ち (1571年)
比叡山焼き討ち（ひえいざんやきうち）は、元亀2年9月12日（1571年9月30日）に近江国滋賀郡（現在の滋賀県大津市）の比叡山延暦寺を、織田信長の軍が攻めた戦い。この戦いで信長軍は延暦寺の伽藍を焼き払い、僧侶、学僧、上人、児童の首をことごとく刎ねたと言われている。一方、近年の発掘調査から、施設の多くはこれ以前に廃絶していた可能性が指摘されている（後述）。

## 開戦までの経緯
- 文中の（ ）の年はユリウス暦、月日は西暦部分を除いて全て和暦、宣明暦の長暦による。

比叡山と信長が対立したきっかけとして、信長が比叡山領を横領した事実が指摘されている。永禄12年（1569年）に天台座主応胤法親王が朝廷に働きかけた結果、朝廷は寺領回復を求める綸旨を下しているが、信長はこれに従わなかった。元亀元年6月28日（1570年7月30日）の姉川の戦いで勝利した信長であったが、同年8月26日の野田・福島の戦いでは逆に浅井長政・朝倉義景連合軍に背後を突かれ、浅井・朝倉連合軍は比叡山に立てこもり比叡山の攻防戦（志賀の陣）となったが、正親町天皇の調停により和睦した。
浅井・朝倉連合軍に加え、近江南部・甲賀では六角義賢がゲリラ的に活動し、三好三人衆も摂津・河内を抑えて再び京奪還を狙っていた。更に石山本願寺を率いる顕如は、摂津・河内・近江・伊勢、そして信長のお膝元でもある尾張の門徒衆にも号令を発していた。
元亀2年1月2日、横山城の城主であった木下秀吉に命じて大坂から越前に通じる海路、陸路を封鎖させた。石山本願寺と浅井・朝倉連合軍、六角義賢との連絡を遮断するのが目的であった。この時の命令書が残っている。
｢北国より大坂への通路の緒商人、その外往還の者の事、姉川より朝妻のでの間、海陸共に堅く以って相留めるべき候。若し下々用捨て候者これ有るは、聞き立て成敗すべきの状、件の如し｣(『尋憲記』)｡
信長は「尋問して不審な者は殺害せよ」と厳しく命じている。この時の通行封鎖はかなり厳重だったらしく、『尋憲記』には奈良の尋憲の使者も止められたので引き返したと記されている。
同年2月、孤立していた佐和山城が降伏し、城主の磯野員昌が立ち退いたため、信長は丹羽長秀を城主に据え、岐阜城から湖岸平野への通路を確保した。5月には浅井軍が一向一揆と組んで、再び姉川に出軍し堀秀村を攻め立てたが、木下秀吉が堀を助けて奮戦し、一向一揆・浅井連合軍は敗退した。同月、信長は伊勢で長島一向一揆に参加した村々を焼き払うと、8月18日には長政の居城となっていた小谷城を攻め、9月1日に柴田勝家・佐久間信盛に命じ、六角義賢と近江の一向一揆衆の拠点となっていた志村城、小川城を攻城した。志村城では670もの首級をあげ、ほぼ全滅に近かったと思われている。それを見て小川城の城兵は投降してきた。また金ヶ森城も攻城したがこちらは大きな戦闘も無く落城した。

9月11日、信長は坂本、三井寺周辺に進軍し、三井寺山内の山岡景猶の屋敷に本陣を置いたらしい。

## 焼き討ちの経過

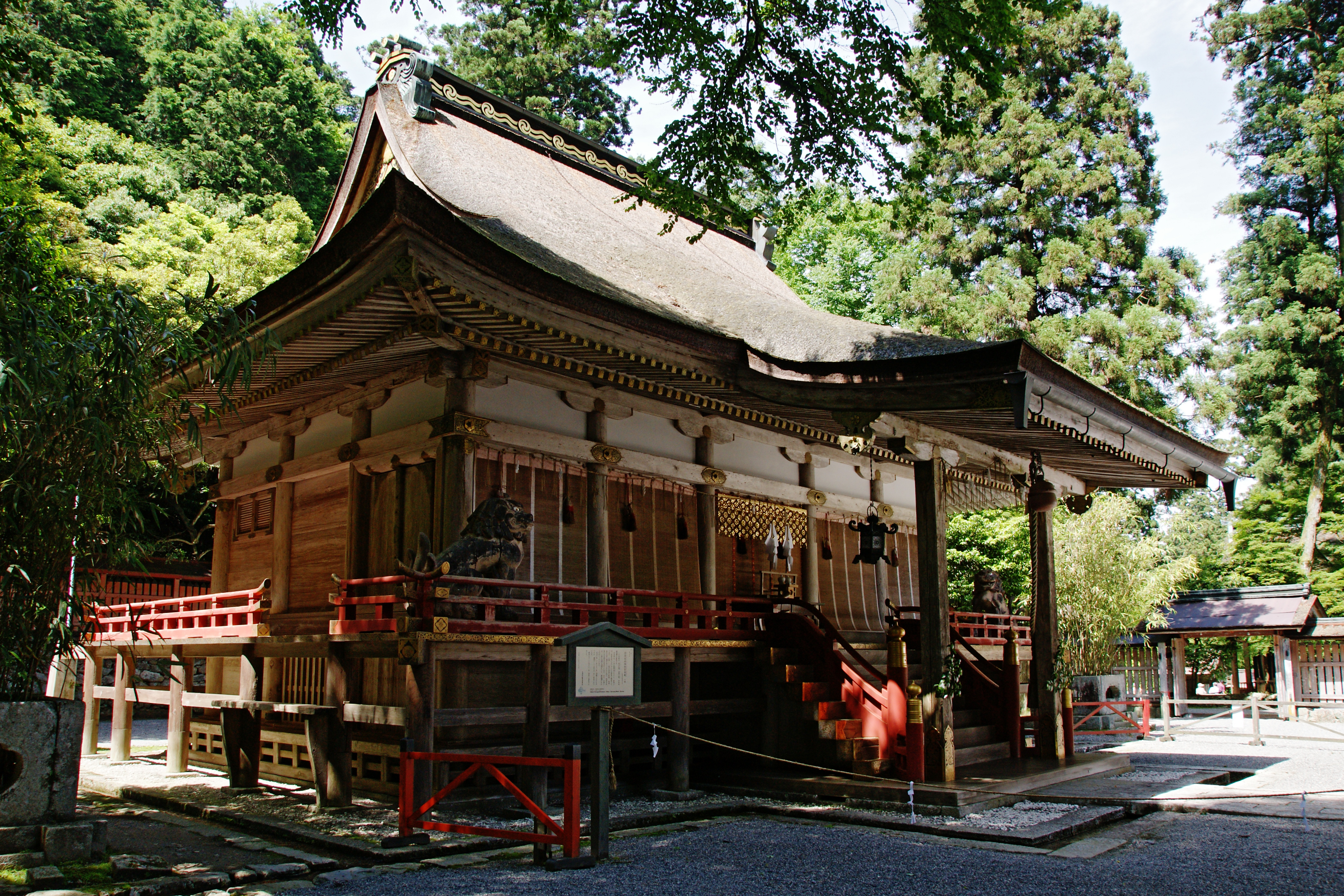
日吉大社の本殿

当時の比叡山の主は正親町天皇の弟である覚恕であった。比叡山は京都を狙う者にとって、北陸路と東国路の交差点になっており、山上には数多い坊舎があって、数万の兵を擁することが可能な戦略的に重要な拠点となっていた。
先の比叡山の攻防戦では、比叡山側は信長が横領した寺領の返還を約束する講和も拒絶し、浅井・朝倉連合軍を援けたりもしたので、信長側は軍事的拠点を完全に破却しようと考えたとされている。信長包囲網で各勢力から包囲される中、近江の平定と比叡山の無力化が戦線打破の重要課題と考えられていた。比叡山の無力化とは、比叡山が信長方に属さない以上、軍事的役割の抹殺つまり比叡山の徹底的破壊を意味している。
この動きを察知した延暦寺は、黄金の判金300を、また堅田からは200を贈って攻撃中止を嘆願したが、信長はこれを受け入れず追い返した。ここに至り戦闘止むをえないとしたのか、坂本周辺に住んでいた僧侶、僧兵達を山頂にある根本中堂に集合させ、また坂本の住民やその妻子も山の方に逃げ延びた。
元亀2年（1571年）9月12日、織田信長は全軍に総攻撃を命じた。まず織田信長軍は坂本、堅田周辺を放火し、それを合図に攻撃が始まった。『信長公記』にはこの時の様子が「九月十二日、叡山を取詰め、根本中堂、山王二十一社を初め奉り、零仏、零社、僧坊、経巻一宇も残さず、一時に雲霞のごとく焼き払い、灰燼の地と為社哀れなれ、山下の男女老若、右往、左往に廃忘を致し、取物も取敢へず、悉くかちはだしにして八王子山に逃上り、社内ほ逃籠、諸卒四方より鬨声を上げて攻め上る、僧俗、児童、智者、上人一々に首をきり、信長公の御目に懸け、是は山頭において其隠れなき高僧、貴僧、有智の僧と申し、其他美女、小童其員を知れず召捕り」（『信長公記』）

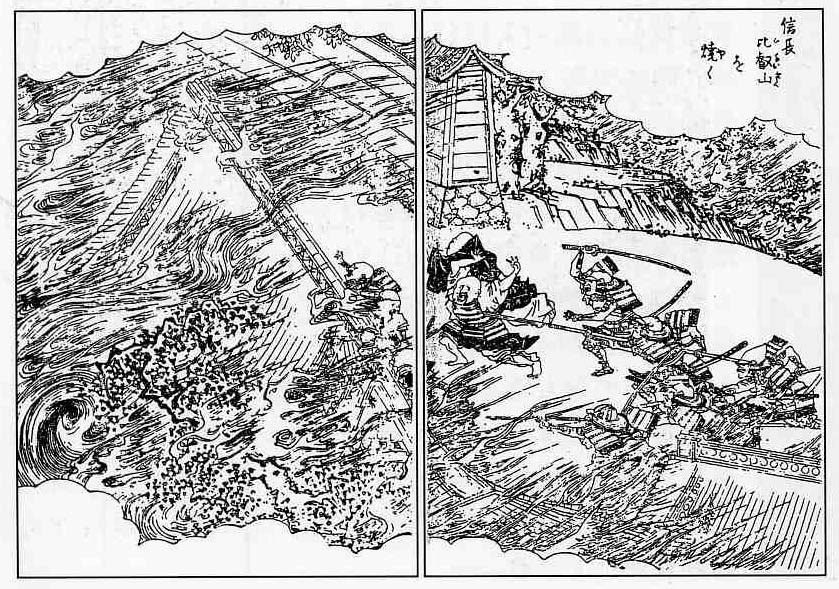
信長比叡山を焼く/絵本太閤記　二編巻六

と記されている。坂本周辺に住んでいた僧侶、僧兵達や住民たちは日吉大社の奥宮の八王子山に立て篭もったようだが、同所も焼かれた。この戦いでの死者は、『信長公記』には数千人、ルイス・フロイスの書簡には約1500人、『言継卿記』には3,000-4,000名と記されている。

## 焼き討ち後

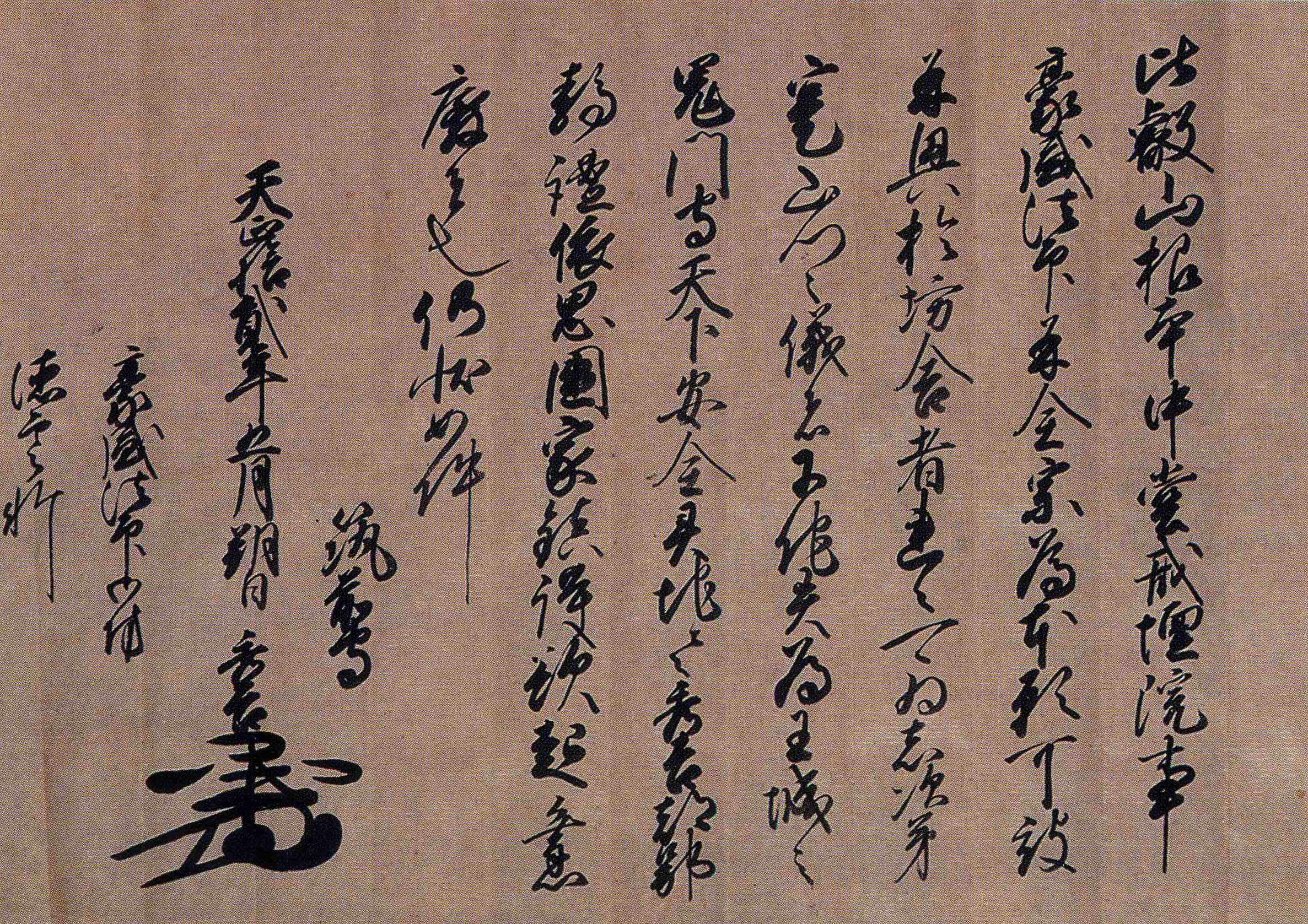
山門再興判物/比叡寺蔵

信長は戦後処理を明智光秀に任せ、翌13日午前9時頃に精鋭の馬廻り衆を従えて比叡山を出立、上洛していった。その後三宅・金森の戦いでは近江の寺院を放火していく。延暦寺や日吉大社は消滅し、寺領、社領は没収され明智光秀・佐久間信盛・中川重政・柴田勝家・丹羽長秀に配分した。この5人の武将達は自らの領土を持ちながら、各々与力らをこの地域に派遣して治めることになる。特に光秀と信盛はこの地域を中心に支配することになり、光秀は坂本城を築城することになる。
一方、延暦寺側では逃げ切ることができた正覚院豪盛らが、甲斐の武田信玄に庇護を求めた。信玄は彼らを保護し延暦寺を復興しようと企てたが、元亀4年（1573年）に病死したため、実現をみるに至らなかった。天正7年（1579年）6月の日吉大社の記録には、正親町天皇が百八社再興の綸旨を出したが、信長によって綸旨が押さえられ、再興の動きは停止されてしまったとある。
その後本能寺の変で信長が倒れ、光秀も山崎の戦いで敗れると、生き残った僧侶達が続々と帰山し始めた。彼らは羽柴秀吉に山門の復興を願い出たが、簡単には許されなかった。ただし、詮舜とその兄賢珍を秀吉は意気に感じたのか、それより陣営の出入りを許された2人は、軍政や政務について相談し徐々に秀吉の心をつかんでいったと思われている。
そして小牧・長久手の戦いで出軍している秀吉に犬山城で度重なる山門復興の要請を行い、比叡山焼き討ちから約13年後の天正12年（1584年）5月1日、僧兵を置かないことを条件に正覚院豪盛と徳雲軒全宗に対して山門再興判物が発せられ、造営費用として青銅1万貫が寄進された。

## 延暦寺の発掘調査

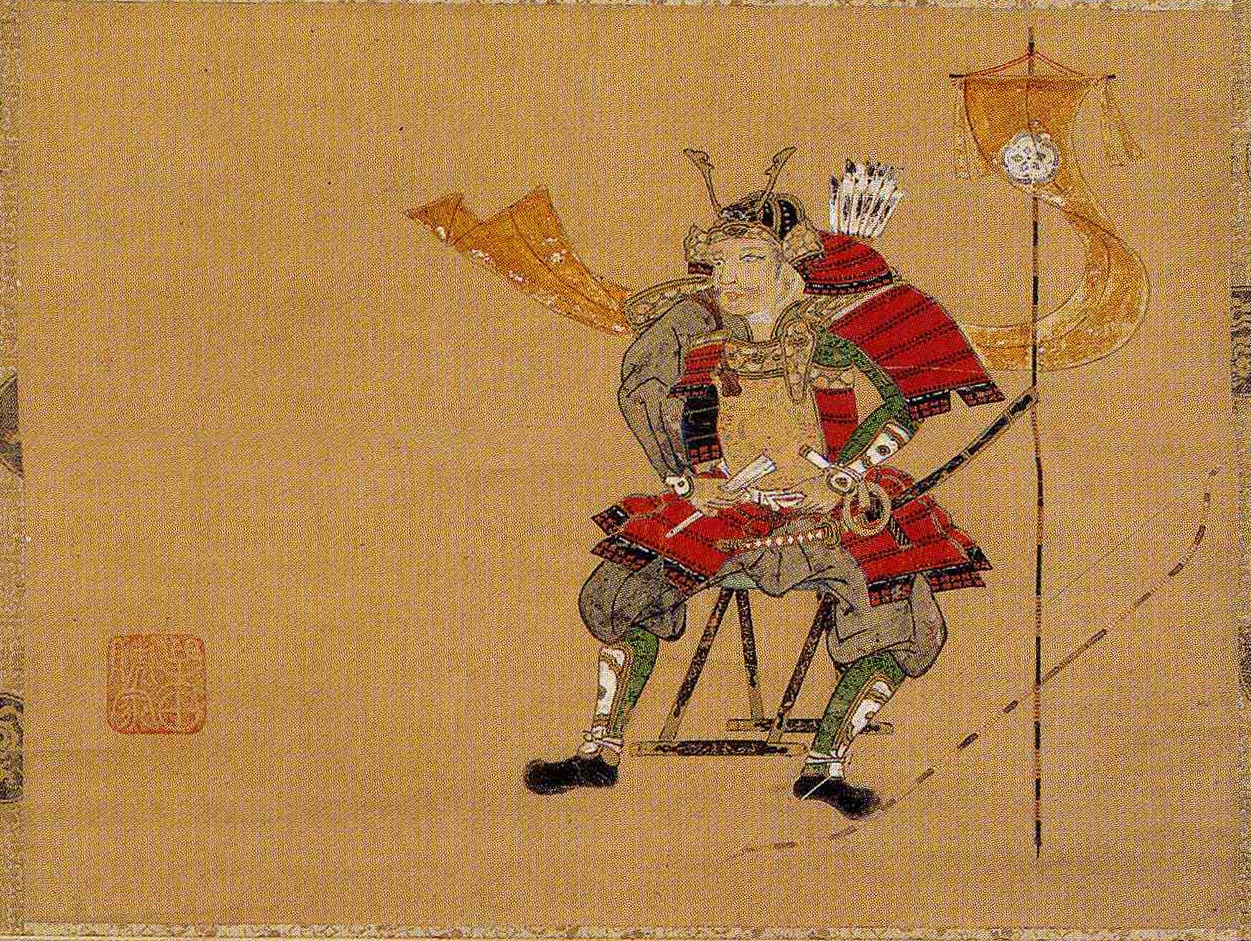
織田信長画像/浄厳院蔵

昭和後期に大講堂の建替え工事や奥比叡ドライブウェイの工事に伴う発掘調査が断続的に行われ、比叡山焼き討ちに関する考古学的再検討が行われた。
考古学者である兼康保明によると、明確に信長の比叡山焼き打ちで焼失が指摘できる建物は、根本中堂と大講堂のみで、他の場所でも焼土層が確認できるのが、この焼き打ち以前に廃絶していたものが大半であったと指摘している。また遺物に関しても平安時代の遺物が顕著であるとしている。発掘調査地点は、比叡山の全山にわたって調査されたわけではなく東塔、西塔、横川と限定されているが、焼き打ち時に比叡山に所在していた堂舎の数は限定的で、坂本城の遺物に比較して16世紀の遺物は少ないことから、『多聞院日記』に記載されているように、僧侶の多くは坂本周辺に下っていた。従って『言継卿記』や『御湯殿の上の日記』に記載されている、寺社堂塔500余棟が一宇も残らず灰になり、僧侶男女3000人が一人一人首を斬られて、全山が火の海になり、9月15日までに放火が断続的に実施され、大量虐殺が行われたという説は、誇張が過ぎるのではないかと指摘している。『信長の天下布武への道』では「殺戮は八王寺山を中心に行われたようである」としている。
兼康は、これまでとは視点を変えて「織田信長の人物像をはじめとする戦国時代の歴史観を再構築しなくてはならない時期が訪れつつある」と結論付けている。

## 評価

### 否定的評価
同時代の公卿、山科言継は『言継卿日記』において「仏法破滅」「王法いかがあるべきことか」と信長が焼き討ちした事への不安と動揺を吐露し、宮中においても信長の焼き討ちを『御湯殿上日記』において｢ちか比（ごろ）ことのはもなき事にて、天下のため笑止なること、筆にもつくしかたき事なり（比叡山焼き討ちは言葉にもできないことであり、天下のために気の毒なこと、書き上げることもできない）｣としている。ただし、正親町天皇や朝廷が正式に何らかの言及を行ったということはない。
また先述のように武田信玄は、この焼き討ちを非難して比叡山を復興しようとした。このため林屋辰三郎は信長の焼き討ちについて、武田信玄に正当性を与えたことと、比叡山勢力を石山本願寺対策に利用することもできたという指摘をし、戦略的に満点とはいえないとしている。
慶長年間以降に小瀬甫庵が著した『甫庵信長記』では、信長が「聊かも哀憐の御心なく」「憤り甚だ強くして」焼き討ちを決めたため近習や宗徒が狼狽し、佐久間信盛と武井夕庵らが、｢この山と申す事は、人皇五十代桓武天皇、延暦年中に伝教大師と御心を合せ、御建立ありしよう以来、王城の鎮守として既に八百年に及ぶまで、遂に山門の嗷訴をだに不用と云う事なし、然るに今の世澆季とは申しながら、斯る不思議を承り候事、前代未聞の戦にて御座候｣と「前代未聞の戦」という言葉を使い諌めたが、信長はこれに反論し全山焼き討ちが決定されたとしている。

### 肯定的評価
1570年（元亀元年）の『多聞院日記』に「（比叡山の僧は）修学を怠り、一山相果てるような有様であった」と記されているように、焼き討ち当時の比叡山は堕落していたことがしばしば指摘されている。『信長公記』では｢山本山下の僧衆、王城の鎮守たりといえども、行躰、行法、出家の作法にもかかわらず、天下の嘲弄をも恥じず、天道のおそれをも顧みず、淫乱、魚鳥を食し、金銀まいないにふけり、浅井・朝倉をひきい、ほしいままに相働く｣としている。これを受けて、後世の比叡山側への同情も薄く、小瀬甫庵も『太閤記』で「山門を亡ぼす者は山門なり」と批判している。儒学者である新井白石が『読史余論』で「その事は残忍なりといえども、永く叡僧（比叡山の僧）の兇悪を除けり、是亦天下に功有事の一つ成べし」として以降、比叡山焼き討ちは肯定的に評価されてきた。現代の歴史家でも信長による古代的権威の克服・宗教的束縛からの解放を目的とした合理的な行動として肯定的に評価する説や、天下に君臨し、時には天皇もしのぐ権力を振りかざし傍若無人の振る舞い、仏法を説く事を忘れた、うつつを抜かす教団に織田信長が天に代わって鉄鎚を下す、という側面もあったのではないかという説がある。
信長を長らく「仏敵」とみなしていた天台宗においても、第二次世界大戦後には小林隆彰（後に天台宗大僧正、延暦寺長臈となる）のように「若し、信長の鉄槌がなかったにしても必ず仏の戒めを受けていたはずである。焼き討ちは、叡山僧の心を入れ替えた。物に酔い、権勢におもねていた僧は去り、再び開祖のお心をこの比叡山にとり戻そうとした僧が獅子奮迅に働いた。山の規則を改め、修学に精進したのである」、「信長は後世の僧達にとって間違いなく一大善智識の一人であったと思うべき」と、焼き討ちを一部肯定的に評価する向きが現れた。当初、天台宗内では小林の「信長恩人論」に対して強い反発が起こったが、持論を掲げ続けた小林は、1992年（平成4年）に焼き討ち犠牲者と信長をともに供養する鎮魂碑「元亀の兵乱殉難者鎮魂塚」を建立した。以後、焼き討ちが起こった9月12日には追善回向が毎年催されている。

## 補説

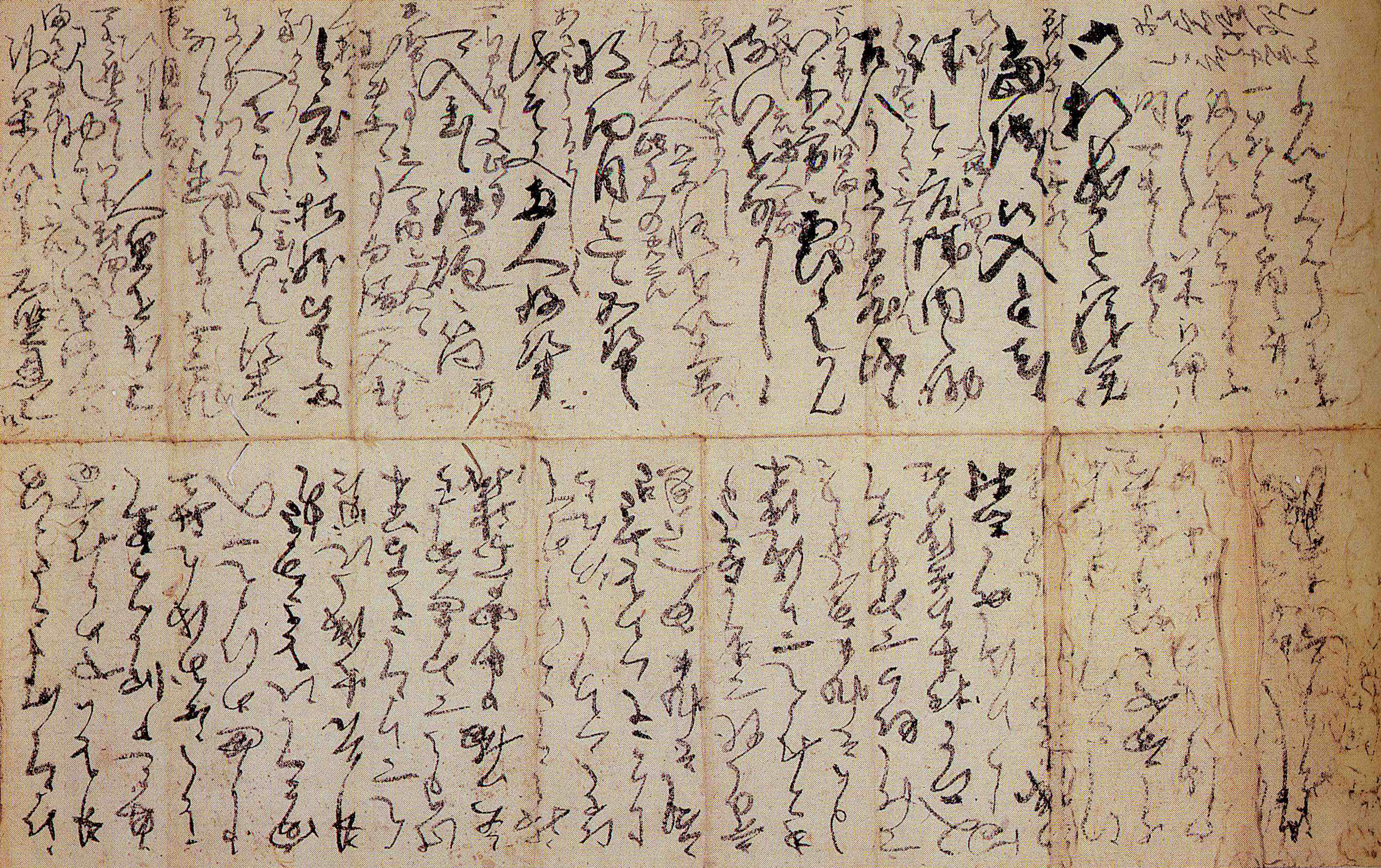
明智光秀書状/個人蔵

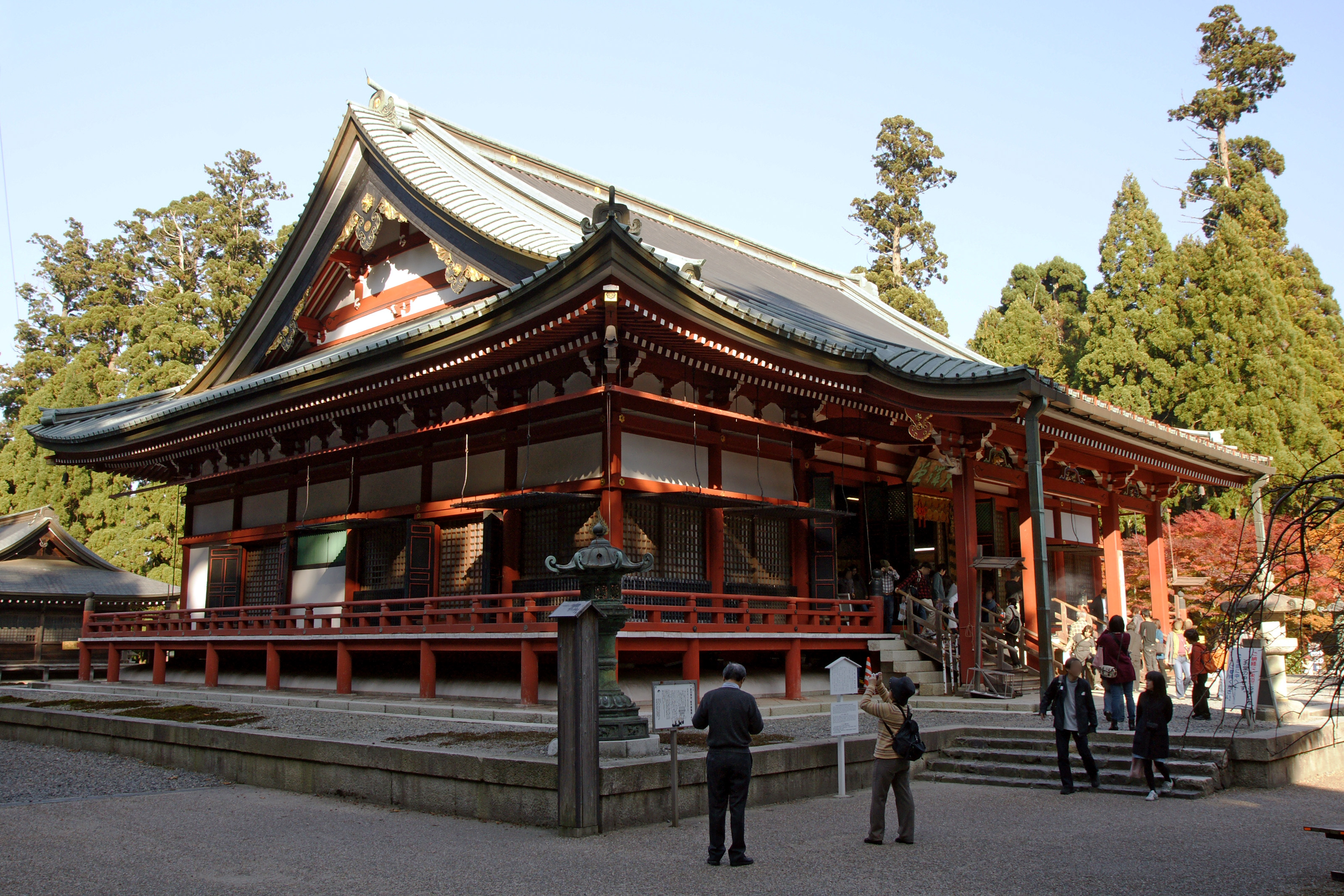
延暦寺の大講堂

- 右の書状は元亀2年9月2日付となっており、比叡山焼き討ち直前に地元の国人和田秀純に宛てた明智光秀の直筆書状で、織田軍に味方してくれた礼、恩賞は望み次第、雄琴城に弾薬、兵士を補給する事、またあらぬ疑いを避けるため人質を差し出すように細かく指示を出し、織田軍の湖東の進軍ルートが詳しく記載されている。
- 林屋辰三郎はこの時期に、信長が近江における宿所を比叡山とは創設以来の対立関係にあった園城寺（三井寺）光浄院にしていたことを指摘している。

## 参考文献

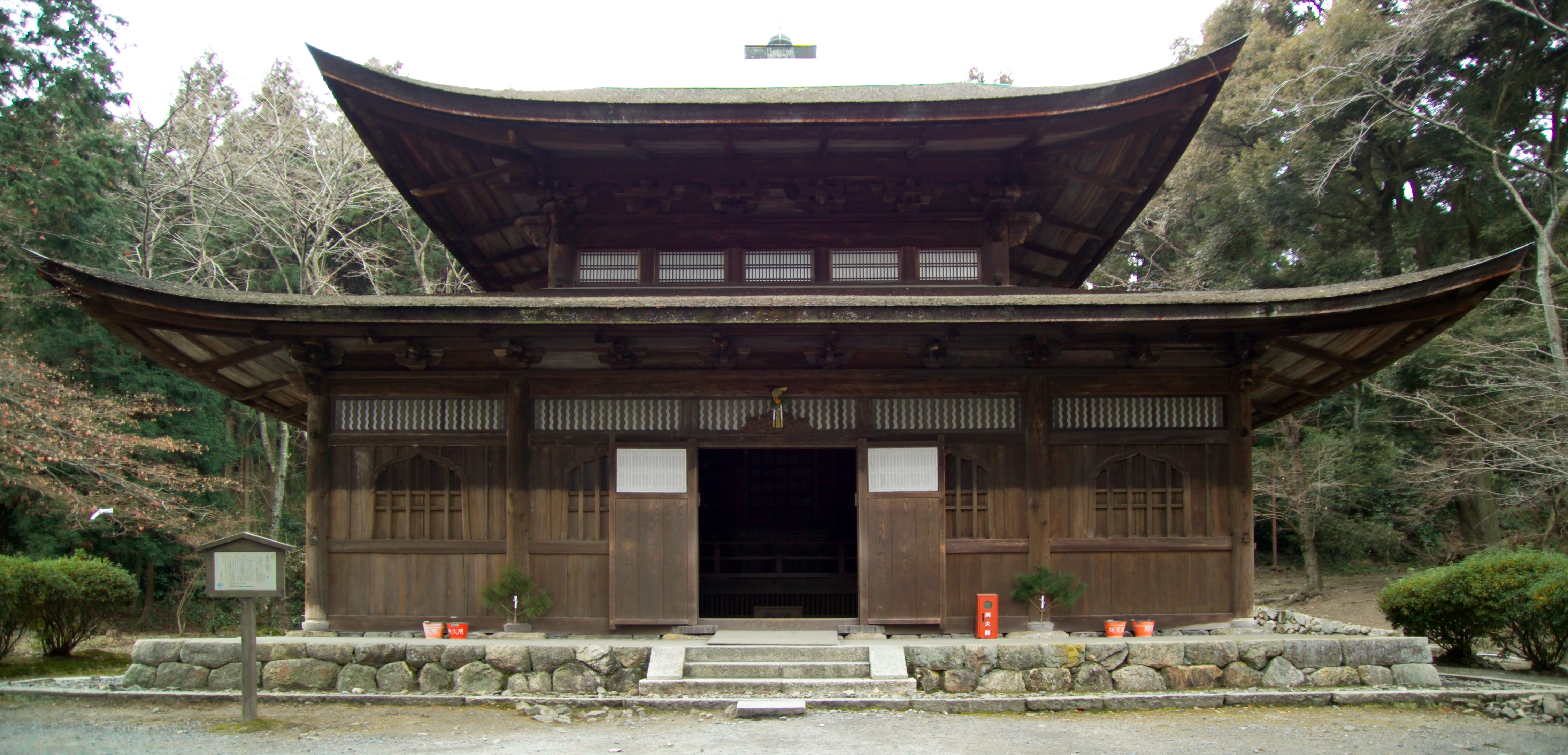
園城寺の一切経蔵